# Olie-industrie

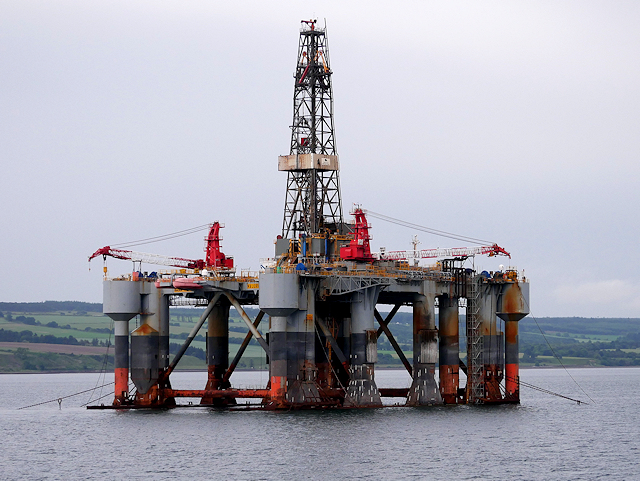
Booreiland

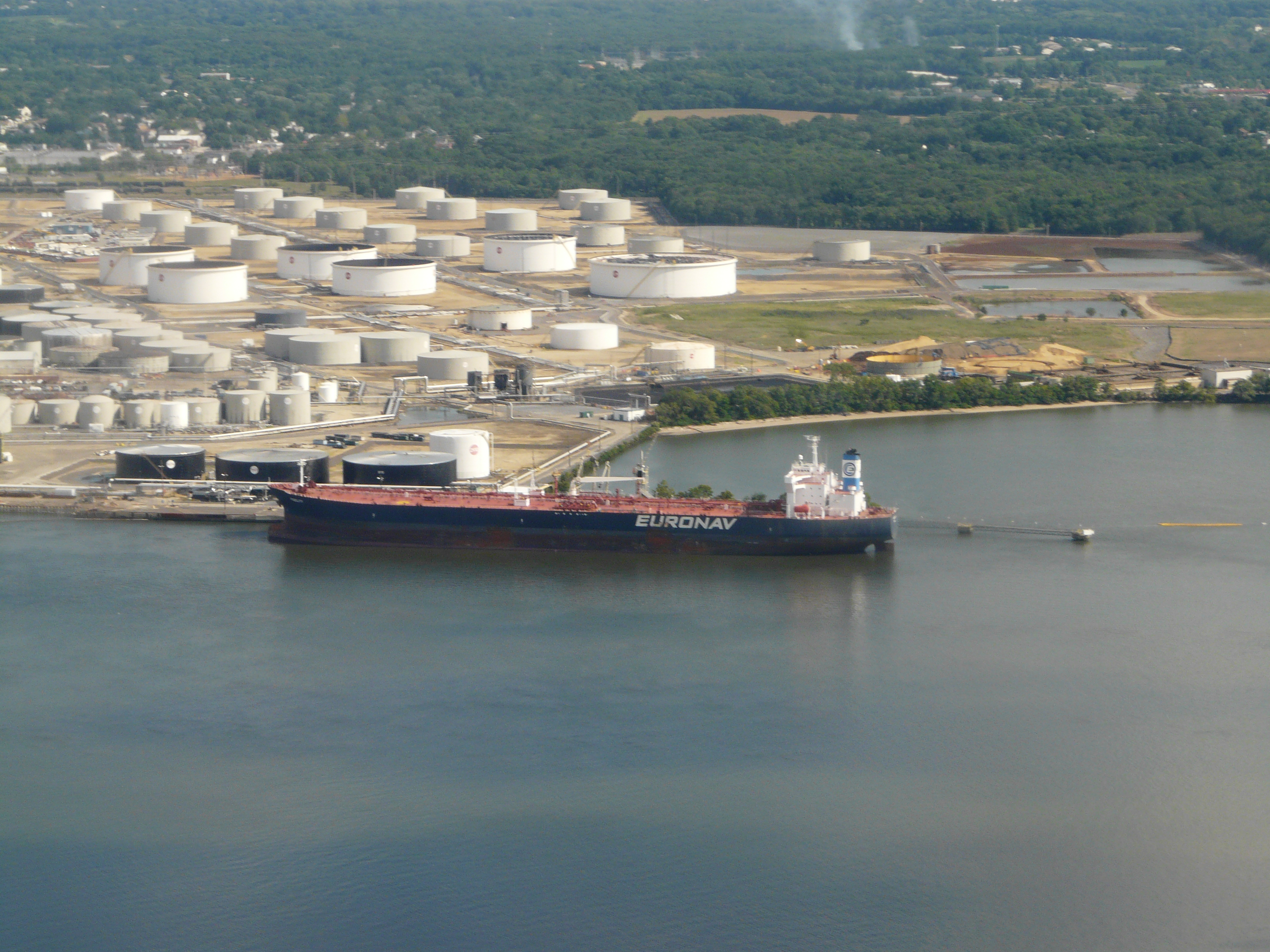
Tanker bij tankterminal

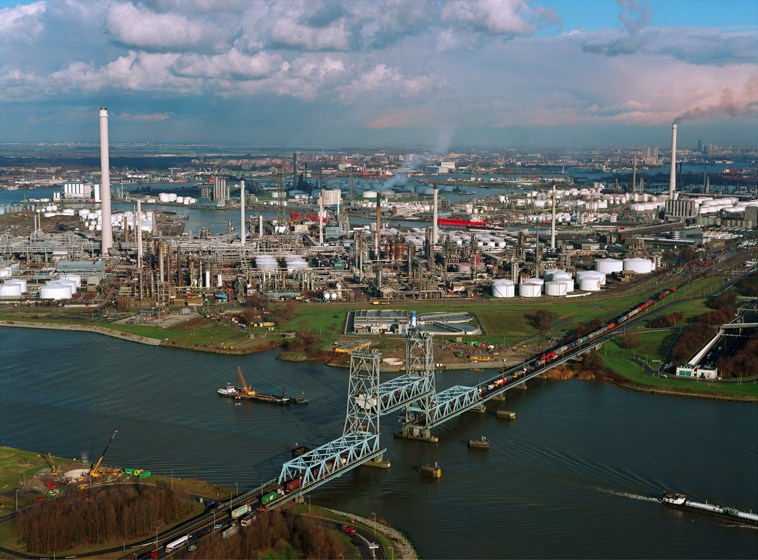
Shell raffinaderij in Rotterdam

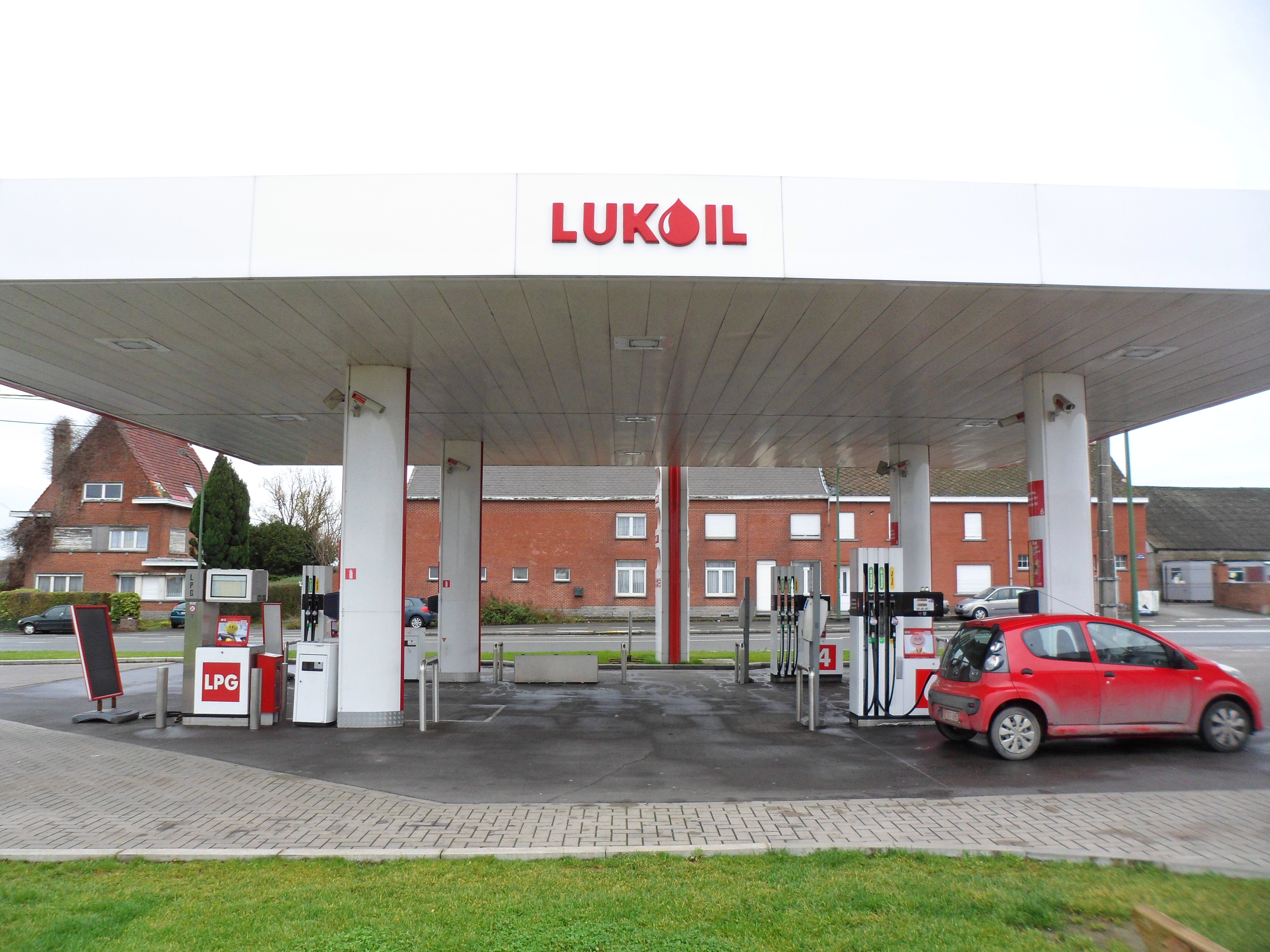
Benzinestation in België

De olie-industrie is een vorm van industrie die aardolie op de markt brengt.

## Belang
Aardolie is een belangrijke bron van energie. In 2023 werd de wereldwijde consumptie van primaire energie getaxeerd op 620 exajoule, waarbij het aandeel van aardolie 32% was. Op de tweede plaats stond steenkool met een aandeel van 26% en aardgas op plaats drie met 23%. Wereldwijd werd er bijna 100 miljoen vaten olie per dag gebruikt, dat is 4500 miljoen ton olie op jaarbasis.
De meeste olie wordt gebruikt binnen de transportsector als brandstof voor voertuigen, vliegtuigen en schepen. Verder speelde olie een belangrijke rol bij de opwekking van elektriciteit in centrales en voor verwarmingsdoeleinden, maar voor deze toepassingen heeft aardgas voor een deel de plaats van olie verdrongen. Tot slot wordt olie gebruikt als grondstof voor de petrochemische industrie.

## Geschiedenis
Olie wordt gevormd uit organische mariene resten in zee. Over miljoenen jaren wordt dit onder invloed van druk en warmte omgezet in koolwaterstoffen. De koolwaterstoffen zijn lichter dan steen en water en als het bovenliggende gesteente poreus was dan ontsnapte ze naar boven. Stuitte de opwellende aardolie op een ondoordringbare laag dan ontstond hier een olieveld.
Olie is sinds de vroege menselijke geschiedenis gebruikt voor vuur en voor oorlogvoering. Het belang in de wereldeconomie groeide geleidelijk. Hout en kolen werden gebruikt voor verwarming en koken, terwijl walvisolie gebruikt werd voor verlichting. Het branden van walvisolie produceerde echter ook een zwart, stinkend, dik residu.
Door de Industriële revolutie groeide de behoefte aan energie. In eerste instantie werd die voornamelijk gestild met kolen, maar men ontdekte dat kerosine onttrokken kon worden aan aardolie en gebruikt voor licht en verwarming. Aan het eind van de 19e eeuw was er een grote vraag naar aardolie, en het gebruik verbreidde zich.
De eerste oliebron werd in 1858 geboord. Veelal wordt Edwin L. Drake (1819-1880) genoemd als eerste die olie aanboorde in Titusville, in de Amerikaanse staat Pennsylvania. Uit deze oliebron, slechts enkele tientallen meters diep, stroomde de eerste olie op 29 augustus 1859. In Canada had James Miller Williams (1818-1890) het jaar ervoor al olie uit een bron gehaald.
De olie werd aanvankelijk uitsluitend op land gewonnen, de Verenigde Staten en het Keizerrijk Rusland waren belangrijke producenten. Pas rond de Tweede Wereldoorlog kwam het Midden-Oosten op als belangrijk wingebied. De volgende stap was in ondiep zeewater, dus dicht bij de kust van bijvoorbeeld Azerbeidzjan in de Kaspische Zee en de Golf van Mexico. In de jaren zestig durfde men al verder te gaan en werd naar olie geboord in de Noordzee, in 1969 ontdekte de Phillips Petroleum Company het Ekofiskolieveld, een gigantische olieveld in het Noorse deel. De productiekosten in de Noordzee waren relatief hoog, maar dit werd gecompenseerd oor de goede kwaliteit van de olie, de politieke stabiliteit van de regio en de nabijheid van de belangrijke afzetmarkten in West-Europa. Met de opgedane ervaring ging de industrie in dieper water opereren, zoals verder van de kust in de Golf van Mexico en voor de kust van Brazilië.
Verder zijn er twee onconventionele oliebronnen. Omstreeks 1965 begin de winning van olie uit teerzand. Teerzand is zand met een hoog oliegehalte en ligt veelal aan de oppervlakte of dicht onder het maaiveld. De grond wordt afgegraven en het zand van de olie gescheiden, een proces wat relatief veel energie kost. Vooral in Alberta, Canada, is veel olie in teerzand opgeslagen. Aan het begin van de 21e eeuw kwam schalieolie in opkomst, hier zit de olie in gesteende onder de grond, en door het brongesteente open te breken, fracking, komt de olie vrij en kan opgepompt worden. Vooral in de Verenigde Staten is schalieolie in opkomst, in 2007 was de productie nog minder dan 0,5 miljoen vaten per dag (vpd), maar in 2023 was dit gestegen naar 8,4 miljoen vpd.

## Upstream en downstream
De olie-keten kan verdeeld worden in drie grote activiteiten:
- upstream, dit zijn de activiteiten met betrekking tot opsporen van olie- en gasvelden, het in ontwikkeling brengen van de velden en tot slot de daadwerkelijke productie van aardolie en aardgas. Dit kan op land gebeuren, onshore, of op zee (offshore). Veel upstream-werk op het olieveld of aan een oliebron wordt uitbesteed aan booraannemers en gespecialiseerde dienstverlenende bedrijven.
- midstream, dit is de transportketen van de olie uit de bron naar de plaats waar de olie verder wordt verwerkt. Dit betreft transportmiddelen als pijplijnen en het transport per schip.
- downstream, dit is de verwerking van de aardolie in producten die als brandstof kunnen dienen of als grondstof voor de petrochemische industrie. Dit verwerken gebeurd in raffinaderijen. Hieronder valt ook de verkoop van de brandstoffen via benzinestations aan particulieren en aan vliegtuigen en schepen.

Oliemaatschappijen werden in het algemeen gecategoriseerd als supermajors (BP, Chevron, ExxonMobil, Total, ConocoPhillips en Shell), majors en onafhankelijken of jobbers. De supermajors zijn veelal actief in de hele keten van de winning uit de bron tot verkoop aan de klanten, maar er zijn ook bedrijven die zich specialiseren op up- of downstream. In april 2012 besloot ConocoPhillips de downstream-activiteiten af te splitsten. Een nieuw bedrijf, Phillips 66, kreeg de raffinaderijen en tankstations en ConocoPhillips richt zich vanaf dat moment alleen op de olie- en gaswinning. Een jobber is een tussenhandelaar, die koopt producten van de raffinaderijen en levert deze producten vervolgens aan eindgebruiker, waaronder benzinestations.
Naast deze oliemaatschappijen zijn er ook National Oil Companies of NOC's, te onderscheiden. Dit zijn staatbedrijven en zijn veelal in handen van de regering van de OPEC-landen. Enkele voorbeelden zijn National Iranian Oil Company en PEMEX ook al is Mexico geen OPEC lid. De grootste staatsoliemaatschappij is Saudi Aramco, al heeft deze sinds december 2019 een beursnotering voor een bescheiden deel van de uitstaande aandelen.
Rond de oliemaatschappijen zijn er veel dienstverleners, die zich richten op specifieke taken zoals het seismisch onderzoek naar de bodem, het boren naar olie, produceren van boorvloeistoffen, maken van pompen en compressoren, leggen van pijplijnen, bouwen van booreilanden en tankers, de bouw van raffinaderijen, etc.

## Gevolgen
Aardolie is een niet-duurzame natuurlijke hulpbron, en de industrie staat dan ook voor het onvermijdelijke opraken van de olievoorraad van de wereld. De olieprijzen zullen stijgen naarmate de vraag harder groeit dan het aanbod, en dat dit zal aansporen tot verder opsporen en ontwikkelen van olievelden.
De stijging van de olieprijs na de eerste (1973) en de tweede oliecrisis (1979) gaf een enorme stimulans om op zee naar olie te gaan zoeken. Verder werd moeilijker winbare olie uit teerzanden economische mogelijk en later volgde de productie van schalieolie. De Hubbert Peak- of Peak Oil-theorie is een invloedrijke theorie op dit gebied.
Daarnaast draagt de olie-industrie sterk bij aan de wereldwijde uitstoot van broeikasgassen en daarmee aan de klimaatverandering. Zo leidde het gebruik van olie voor de opwekking van energie in 2015 tot meer dan elf miljard ton CO2-uitstoot.
Verder komt schade voor aan lokale ecosystemen en de gezondheid van mensen, zoals Shell in de Nigerdelta, of het olielek van BP in de Golf van Mexico in 2010.
Met de term "oliegiganten" (Engels: Big Oil) worden de zes of zeven grootste beursgenoteerde bedrijven aangeduid, ook wel supermajors genoemd. Ze hebben veel economische macht en invloed op de politiek, vooral in de Verenigde Staten. Big Oil wordt vaak geassocieerd met de fossiele brandstoffenlobby, waarbij de hele sector op een pejoratieve of denigrerende manier wordt gezien, meer bepaald in het kader van de klimaatverandering.